# Adinandra glischroloma
Adinandra glischroloma là một loài thực vật có hoa trong họ Pentaphylacaceae. Loài này được Hand.-Mazz. mô tả khoa học đầu tiên năm 1923.